# Магнитогорский трамвай
Магнитогорский трамвай — система общественного транспорта в Магнитогорске. Открытие трамвайного движения состоялось 18 января 1935 года. Магнитогорский трамвай является 27-м по счёту, построенным в Советском Союзе.
На настоящий момент действует 31 трамвайный маршрут (третье место по этому показателю после Санкт-Петербурга и Москвы), эксплуатируется 170 вагонов, обслуживаемых в двух трамвайных депо. Трамвайная система охватывает все районы города и в 2020 году средний пассажиропоток составляет более 63 000 пассажиров в день. Перевозку пассажиров осуществляет муниципальное предприятие «Маггортранс».

## История
В 1933 году Магнитогорским металлургическим комбинатом создана организация «Трамвайстрой».
Первый магнитогорский трамвай вышел в рейс 18 января 1935 года, протяженность трамвайных путей на тот момент составляла 11,5 километра.
В первый день магнитогорский трамвай перевез 15 тысяч пассажиров, а за 70-летнюю историю число перевезенных пассажиров превысило 7 миллиардов.
Магнитогорск был одним из немногих городов в России, в которых в конце 1980 — начале 1990-х годов эксплуатировались трёхвагонные трамвайные поезда.
Функционирует два депо (Левобережное и Правобережное).

### Современный период
В 2009 году на базе муниципального предприятия «Трест «Электротранспорт» создано муниципальное предприятие «Магнитогорский городской транспорт» (МП «Маггортранс»). В целях сокращения расходов предприятия было принято решение закрыть трамвайное депо № 2 (Вокзальная 1/4). Депо было закрыто 22 июля 2010 года, часть территории депо осталась за муниципальным предприятием, на ней расположился диспетчерский пункт.
1 ноября 2012 года введена в действие новая маршрутная схема, маршруты транспорта разделены на регулярные (работают в течение всего дня) и специальные (работают утром и вечером).
В 2017 году был реконструирован перекрёсток улиц Труда и Советской: трамвайные пути были соединены, что позволило обеспечить сквозной проезд по улице Советской от остановки «им. хирурга Бурденко» до остановки «144 микрорайон»
Весной 2019 года начато строительство новой трамвайной линии по проспекту Карла Маркса от улицы Труда до улицы Зелёный Лог, подрядчиком выступило муниципальное предприятие «Магнитогорскинвестстрой», затраты на строительство составили 191 миллион рублей. 31 декабря 2019 года новая линия была открыта, её протяженность составила около 2,2 километров, организовано движение восьми трамвайных маршрутов
1 июня 2020 года решением Магнитогорского городского собрания депутатов изменена система оплаты проезда в городском электрическом транспорте общего пользования. Пассажиры, оплатившие проезд безналично или с помощью электронных билетов, получили право на бесплатные пересадки в течение часа.

## Маршруты

### Действующие маршруты
| №   | Софиты | Конечные пункты               | Маршрут следования | Примечание        |
| --- | ------ | ----------------------------- | --- | ----------------- |
| 1   | 🟥 ⬜  | Вокзал — РИС                  | Карла Маркса — Южный переход                                                                                               |                   |
| 2   | 🟥 🟩  | Зеленый рынок — Прокатмонтаж  | Советская — Комсомольская — Центральный переход — Кирова                                                                   |                   |
| 3   | 🟩 🟦  | Тевосяна — Товарная           | Труда — Карла Маркса — Южный переход                                                                                       |                   |
| 4   | ⬜ 🟨  | Полевая — Полевая             | Центральный переход — Комсомольская — Советская — Ленинградская — Центральный переход                                      | Кольцевой маршрут |
| 6   | ⬜ 🟦  | Зелёный рынок — Зелёный рынок | Советская — Грязнова — Южный переход — Центральный переход — Ленинградская — Карла Маркса — Грязнова — Советская           | Кольцевой маршрут |
| 7   | 🟥 🟦  | Коробова — Коробова           | Труда — Карла Маркса — Южный переход — Центральный переход — Ленинградская — Карла Маркса — Труда                          | Кольцевой маршрут |
| 8   | 🟨 🟦  | Полевая — Полевая             | Центральный переход — Ленинградская — Советская — Комсомольская — Центральный переход                                      | Кольцевой маршрут |
| 9   | 🟥 ⬜  | Коробова — ЛПЦ                | Труда — Карла Маркса — Ленинградская — Северный переход                                                                    |                   |
| 10  | 🟦 ⬜  | Зелёный лог — Зелёный лог     | Карла Маркса — Казачья переправа — Товарная — Казачья переправа — Карла Маркса — Труда — Советская                         |                   |
| 11  | 🟦 🟩  | Вокзал — Товарная             | Карла Маркса — Южный переход                                                                                               |                   |
| 12  | 🟩 ⬜  | Зелёный лог — Товарная        | Советская — Ленинградская — Северный переход — МКЗ                                                                         |                   |
| 13  | 🟦 🟨  | Товарная — Товарная           | Южный переход — Грязнова — Советская — Комсомольская — Северный переход — МКЗ                                              | Кольцевой маршрут |
| 14  | 🟦 🟩  | Товарная — Товарная           | МКЗ — Северный переход — Комсомольская — Советская — Грязнова — Южный переход                                              | Кольцевой маршрут |
| 14а | 🟨 🟥  | Зелёный рынок — Товарная      | Советская — Грязнова — Южный переход                                                                                       |                   |
| 15  | 🟦 🟩  | Зелёный лог — ЛПЦ             | Советская — Галиуллина — Карла Маркса — Комсомольская — Северный переход                                                   |                   |
| 16  | 🟥 🟩  | Коробова — Коробова           | Труда — Карла Маркса — Зелёный лог — Советская — Грязнова — Южный переход — РИС — Казачья переправа — Карла Маркса — Труда |                   |
| 17  | 🟨 ⬜  | Вокзал — Вокзал               | Карла Маркса — Зелёный лог — Советская — Труда — Карла Маркса                                                              | Кольцевой маршрут |
| 18  | 🟥 🟨  | Коробова — Коробова           | Труда — Карла Маркса — Казачья переправа — РИС — Южный переход — Грязнова — Советская — Зелёный лог — Карла Маркса — Труда |                   |
| 20  | 🟩 🟥  | Зелёный лог — Зелёный лог     | Советская — Труда — Карла Маркса — Южный переход — Центральный переход — Ленинградская — Карла Маркса — Труда — Советская  | Кольцевой маршрут |
| 21  | 🟦 ⬜  | Коробова — Зелёный рынок      | Труда — Советская |                   |
| 22  | 🟨 🟩  | Тевосяна — Тевосяна           | Советская — Зелёный лог — Карла Маркса — Южный переход — Центральный переход — Ленинградская — Карла Маркса — Труда        | Кольцевой маршрут |
| 23  | 🟦 🟥  | Зелёный рынок — Зелёный рынок | Советская — Грязнова — Карла Маркса — Московская — Ленинградская — Карла Маркса — Грязнова — Советская                     | Кольцевой маршрут |
| 24  | 🟦 🟨  | Вокзал — Вокзал               | Карла Маркса — Труда — Советская — Зелёный лог — Карла Маркса                                                              | Кольцевой маршрут |
| 25  | 🟨 🟥  | Зелёный лог — Зелёный лог     | Советская — Труда — Карла Маркса — Казачья переправа — Полевая — Южный переход — Карла Маркса — Труда — Советская          |                   |
| 27  | 🟨 🟦  | Зелёный лог — Зелёный лог     | Карла Маркса — Московская — Северный переход — ЛПЦ — Северный переход — Московская — Карла Маркса — Труда — Советская      |                   |
| 28  | 🟥 🟦  | Зелёный лог — Прокатмонтаж    | Советская — Галиуллина — Казачья переправа                                                                                 |                   |
| 29  | ⬜ 🟨  | Коробова — Вокзал             | Труда — Карла Маркса |                   |
| 30  | 🟨     | Коробова — ЛПЦ                | Труда — Карла Маркса — Казачья переправа — Башик — МКЗ                                                                     |                   |
| 31  | 🟩 ⬜  | Вокзал — РИС                  | Карла Маркса — Казачья переправа                                                                                           |                   |
| 33  | 🟥 🟨  | Зелёный лог — Зелёный лог     | Советская — Грязнова — Южный переход — Центральный переход — Ленинградская — Карла Маркса — Грязнова — Советская           | Кольцевой маршрут |
| 35  | 🟨 ⬜  | Товарная — РИС                | Кирова — Профсоюзная |                   |

### Служебные маршруты[16]
Маршруты №00* — нулевые рейсы из/в депо.
- 001. Депо №1 — Полевая
- 002. Депо №1 — РИС
- 003. Депо №3 — Тевосяна
- 005. Зеленый лог — Депо №3
- 006. Тевосяна — Зеленый лог
- 007. Тевосяна — Коробова
- 011. Вокзал — Полевая
- 013. Товарная — Тевосяна
- 014. Тевосяна — Товарная
- 016. Коробова — Полевая
- 018. Полевая — Коробова
- 021. Тевосяна — Зелёный рынок
- 025. Полевая — Зеленый лог
- 035. Полевая — Товарная
- Дежурный №10. улица Зелёный лог — Советская улица — Ленинградская улица — Московская улица — Проспект Карла Маркса — Улица Зелёный лог

### Закрытые маршруты
- № 4Б Полевая — Полевая (полукольцевой, по часовой стрелке);
- № 4Б Полевая — Полевая (полукольцевой, против часовой стрелке);
- № 5 Коробова — Товарная;
- № 14Б Зелёный рынок — ЛПЦ;
- № 16А РИС — МСЧ — РИС (полукольцевой, по часовой стрелке);
- № 16Б РИС — МСЧ — РИС (полукольцевой, против часовой стрелке);
- № 19 Коробова — Зелёный лог;
- № 23А Зелёный рынок — Зелёный рынок;
- № 23Б Зелёный рынок — Зелёный рынок;
- № 23/1 Зелёный рынок — Зелёный рынок;
- № 26 Зелёный рынок — Товарная;
- № 32 Тевосяна — Тевосяна;
- № 34 Зелёный рынок — Центральный рынок;
- № 36 Зелёный лог — Дворец спорта;
- № 37 Зелёный лог — Дворец спорта;
- № 38 Зелёный рынок — Центральный рынок;
- № 39 Зелёный рынок — Центральный рынок;
- № А Зелёный рынок —  Грязнова;
- № Б Зелёный рынок — Грязнова;
- № В Коробова — Вокзал.

## Подвижной состав

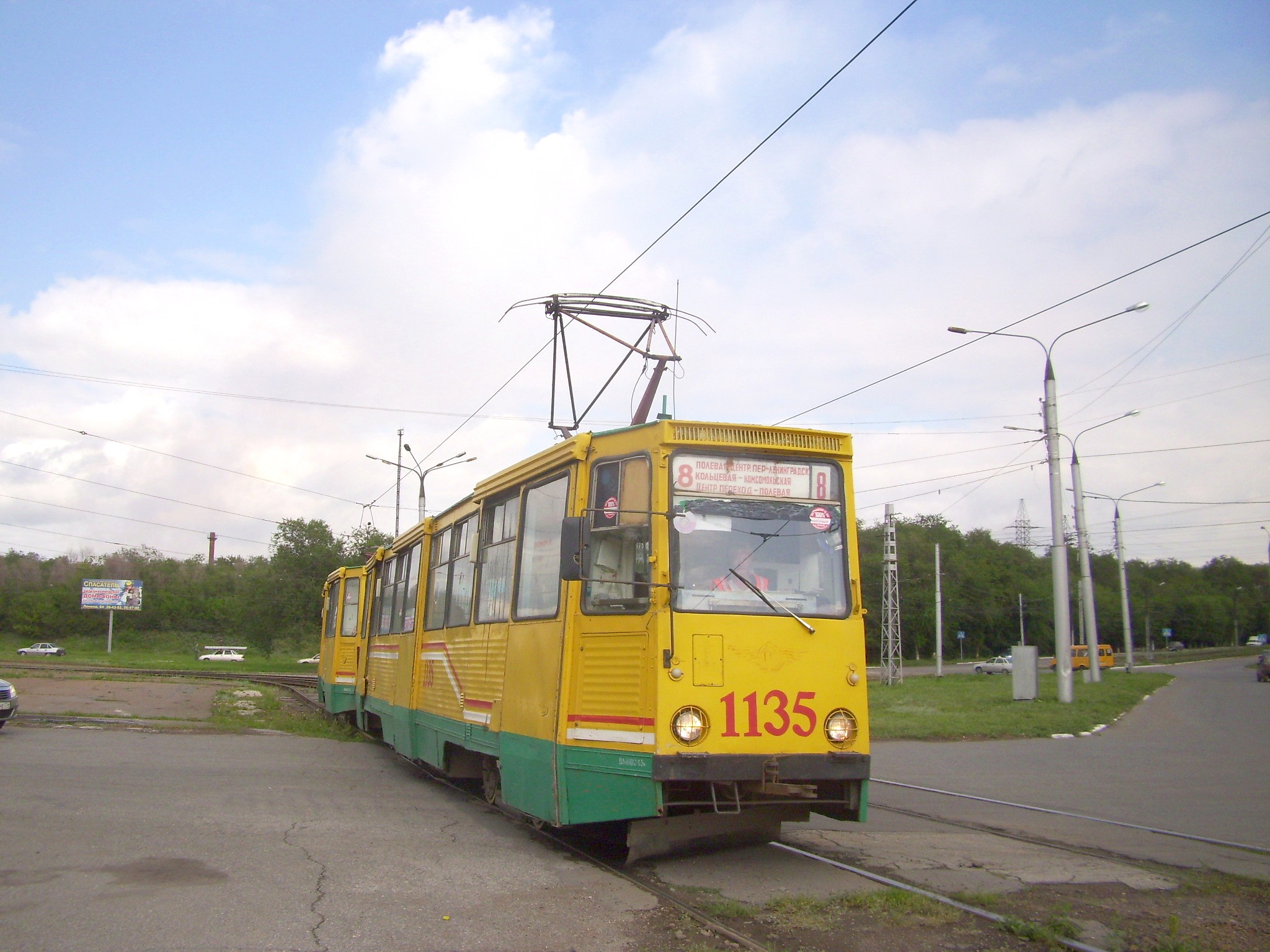
Система из вагонов 71-605 на маршруте 8

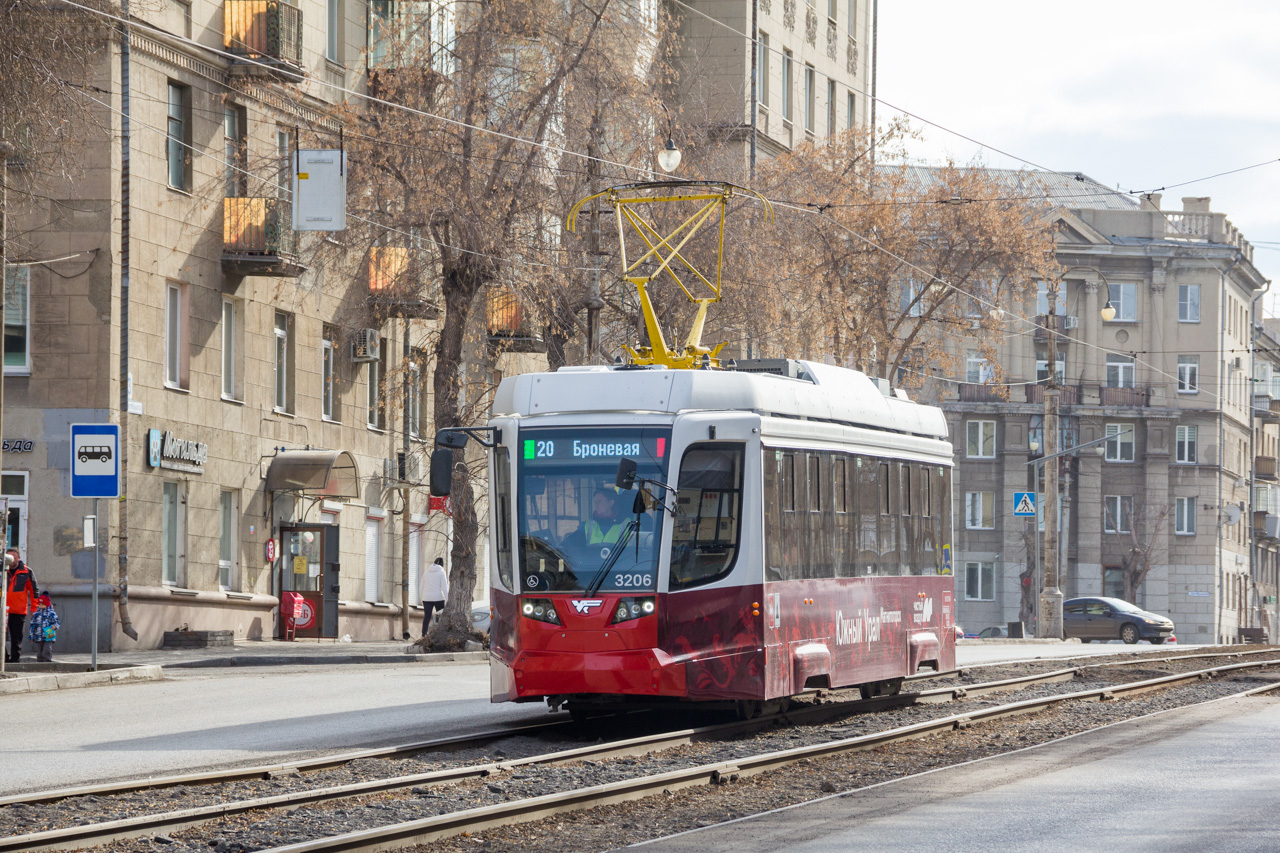
Вагон 71-623-04.01 на маршруте 20

По состоянию на июль 2025 года в Магнитогорске эксплуатируются 178 вагонов:
| Модель        | Кол-во                 | Состояние       |
| ------------- | ---------------------- | --------------- |
| 71-605РМ13    | 54                     | эксплуатируются |
| 71-605А       | 2                      | эксплуатируются |
| 71-605        | 4                      | эксплуатируются |
| 71-623-02.01  | 34                     | эксплуатируются |
| 71-623-04.01  | 36                     | эксплуатируются |
| 71-608КМ      | 15                     | эксплуатируются |
| 71-623-02.02  | 5                      | эксплуатируются |
| 71-628-01     | 2                      | эксплуатируются |
| 71-619КТ      | 10                     | эксплуатируются |
| 71-619К       | 1                      | эксплуатируется |
| 71-608К       | 11                     | списаны         |
| КТМ-1/КТП-1   | 1 трамвай и 1 поезд    | списаны         |
| ЛМ-49/ЛП-49   | 8 трамваев и 8 поездов | списаны         |
| ЛМ-57         | 10                     | списаны         |
| ЛМ-68         | 18                     | списаны         |
| ЛМ-68М        | 1 («учебный»)          | списан          |
| МТВ-82/КТП-55 | 18 трамваев и 1 поезд  | списаны         |
| Х             | 10                     | списаны         |
| М             | 3                      | списаны         |

Кроме того, в Магнитогорске есть и служебные трамваи.
| Модель                   | Кол-во/действующих | Состояние                                           |
| ------------------------ | ------------------ | --------------------------------------------------- |
| 71-605 (служебный)       | 8/6                | 6 эксплуатируются, 2 не эксплуатируются             |
| ТК-28                    | 1/1                | эксплуатируется                                     |
| ПРМ-3М                   | 1/0                | не эксплуатируется                                  |
| РС-78                    | 1/0                | не эксплуатируется                                  |
| СВАРЗ РТ-2               | 1/0                | исключён из парка                                   |
| 71-605(грузовой)         | 3/1                | 1 эксплуатируется и 2 списаны                       |
| РШМ                      | 1/0                | исключён из парка                                   |
| МТВ-82 (снегоочиститель) | 9/6                | 6 эксплуатируются, 1 не эксплуатируется и 2 списаны |
| МСШУ-5                   | 1/1                | эксплуатируется                                     |

## Перспективы
По программе развития муниципального предприятия «Маггортранс» до 2013 г. были запланированы:
- обновление подвижного состава за счет покупки новых вагонов и капитально-восстановительного ремонта уже имеющихся;
- Реконструкция перекрестка Советской ул. и ул. Труда, ремонт линий, внедрение системы ГЛОНАСС, использование энергосберегающих ламп и автоматического включения и выключения света в вагонах;
- На более отдалённую перспективу строительство второй очереди линии по Московской улице и 5-му мосту через реку Урал (возведение моста на 2020 год не начато)[18].

По состоянию на июль 2017 года, была завершена  реконструкция перекрестка Советской ул. и ул. Труда,  внедрение системы ГЛОНАСС. В декабре 2019 года завершилось строительство новой линии по проспекту Карла Маркса и улице Зелёный Лог.